# Miguel del Barco Gallego
Miguel del Barco Gallego (Llerena, 18 de enero de 1938) es un organista, compositor, músico y catedrático español.

## Biografía
Nació el 18 de enero de 1938 en Llerena (Badajoz). Nació en esta localidad por deseo de su madre de quien recibió lecciones de solfeo. Más tarde cursó estudios oficiales de órgano y composición en el Real Conservatorio Superior de Música de Madrid para finalmente volverse músico organista compositor y catedrático, también dictó clases en el Conservatorio Superior de Música de Sevilla. En 1985, compuso el Himno de Extremadura (verde blanca y negra), con José Rodgríguez Pinilla, que escribió la letra del himno. En junio del 2006 recibió el Premio Nacional del Disco del Ministerio de Cultura.

## Distinciones y reconocimientos
- Medalla de Extremadura.[6]
- Medalla de Oro de la Asamblea de Extremadura.[6]
- Miembro de la Real Academia Extremeña de las Letras y las Artes.[6]
- Insignia de Oro de la Diputación de Badajoz.[6]
- Comendador de la Orden de Alfonso X el Sabio.[6]
- Premio Hispanidad de Guadalupe.[6]
- Hijo Predilecto de Llerena.[6]
- Caballero Benefactor de Yuste y de Santa María de Guadalupe.[6]